# Sadozai
Sadozai – linia klanu Popalzai z plemienia Abdali z Pasztunów, wzięła swoją nazwę od swojego przodka Sado Chana.
Sadozai rośli w siłę po śmierci Nadir Szaha w roku 1747, kiedy Ahmed Szah Abdali zjednoczył afgańskie plemiona i został twórcą królestwa Afganistanu trwającego aż do roku 1978. Wczesną nazwą królestwa było Imperium Durrani. Sadozai rządzili Afganistanem do roku 1823 i krótko w latach 1839–1842. Pod ich rządami w latach 1752–1819 był również Kaszmir.